# Episodi di Good Times (sesta stagione)
La sesta stagione della serie televisiva Good Times è stata trasmessa in anteprima negli Stati Uniti d'America dalla CBS tra il 16 settembre 1978 e il 1º agosto 1979.
Gli episodi 6x23 e 6x24 sono stati mandati in onda rispettivamente il 18 settembre 1979 e il 30 gennaio 1980.
| nº | Titolo originale                      | Titolo italiano | Prima TV USA      | Prima TV Italia |
| -- | ------------------------------------- | --------------- | ----------------- | --------------- |
| 1  | Florida's Homecoming (Part 1)         |                 | 16 settembre 1978 |                 |
| 2  | Florida's Homecoming (Part 2)         |                 | 16 settembre 1978 |                 |
| 3  | Florida's Homecoming (Part 3)         |                 | 23 settembre 1978 |                 |
| 4  | Florida's Homecoming (Part 4)         |                 | 30 settembre 1978 |                 |
| 5  | Florida Gets a Job                    |                 | 7 ottobre 1978    |                 |
| 6  | Stomach Mumps                         |                 | 14 ottobre 1978   |                 |
| 7  | J.J. the Teacher                      |                 | 21 ottobre 1978   |                 |
| 8  | Michael's Decision                    |                 | 8 novembre 1978   |                 |
| 9  | J.J. and the Plumber's Helper         |                 | 2 dicembre 1978   |                 |
| 10 | The Witness                           |                 | 9 dicembre 1978   |                 |
| 11 | The Snow Storm                        |                 | 13 dicembre 1978  |                 |
| 12 | The Traveling Christmas               |                 | 20 dicembre 1978  |                 |
| 13 | House Hunting                         |                 | 3 gennaio 1979    |                 |
| 14 | Florida's Favorite Passenger (Part 1) |                 | 23 maggio 1979    |                 |
| 15 | Florida's Favorite Passenger (Part 2) |                 | 30 maggio 1979    |                 |
| 16 | Blood Will Tell                       |                 | 6 giugno 1979     |                 |
| 17 | Where Have All the Doctor's Gone?     |                 | 13 giugno 1979    |                 |
| 18 | J.J. and T.C.                         |                 | 20 giugno 1979    |                 |
| 19 | The Art Contest                       |                 | 27 giugno 1979    |                 |
| 20 | The Physical                          |                 | 11 luglio 1979    |                 |
| 21 | A Matter of Mothers                   |                 | 18 luglio 1979    |                 |
| 22 | The End of the Rainbow                |                 | 1º agosto 1979    |                 |
| 23 | The Evans' Dilemma                    |                 | 18 settembre 1979 |                 |
| 24 | Cousin Raymond                        |                 | 30 gennaio 1980   |                 |